# Koçkaya, Narman
Koçkaya là một xã thuộc huyện Narman, tỉnh Erzurum, Thổ Nhĩ Kỳ. Dân số thời điểm năm 2011 là 1.02 người.